# ドリフトピン工法
ドリフトピン工法（ドリフトピンこうほう）とは、ドリフトピン接合(Drift Pin Joint)を使用して木質建築物を造る工法である。（ドリフトピン自体は鉄骨建造物でも使用するが、本項では木質建造物におけるドリフトピン工法について解説する）

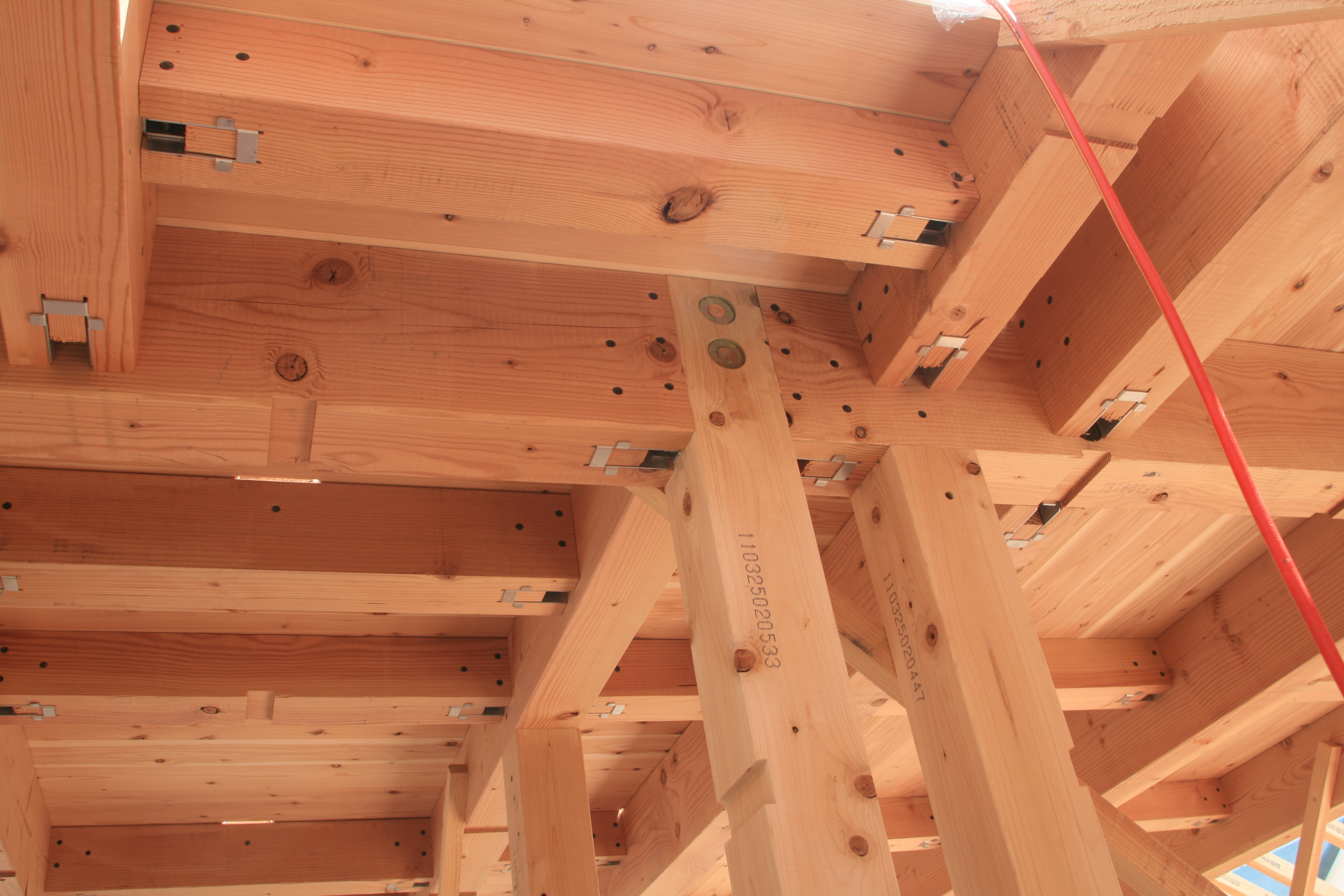
柱と梁の接合の様子；無垢材の家での施行

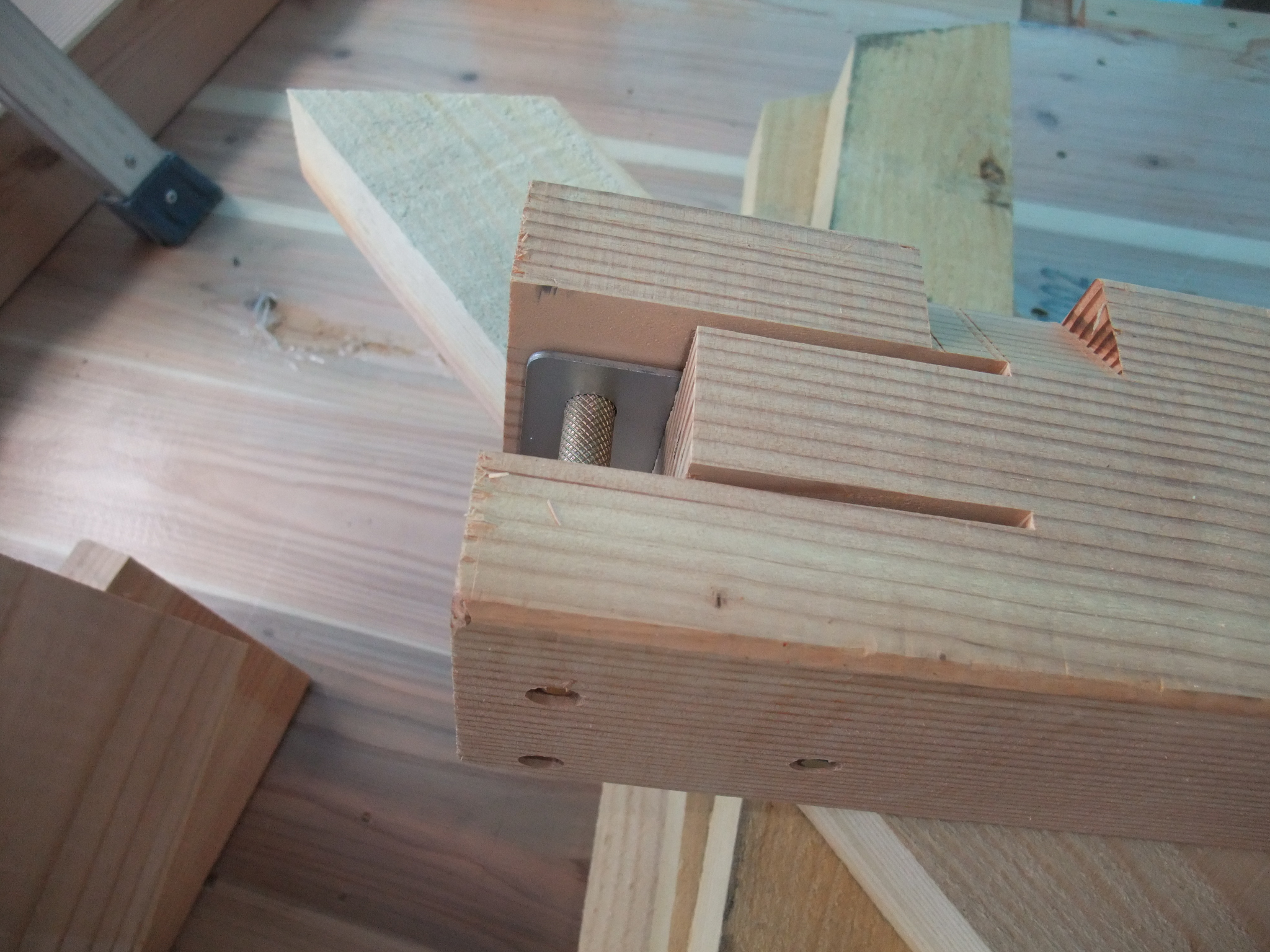
接合部の凹側

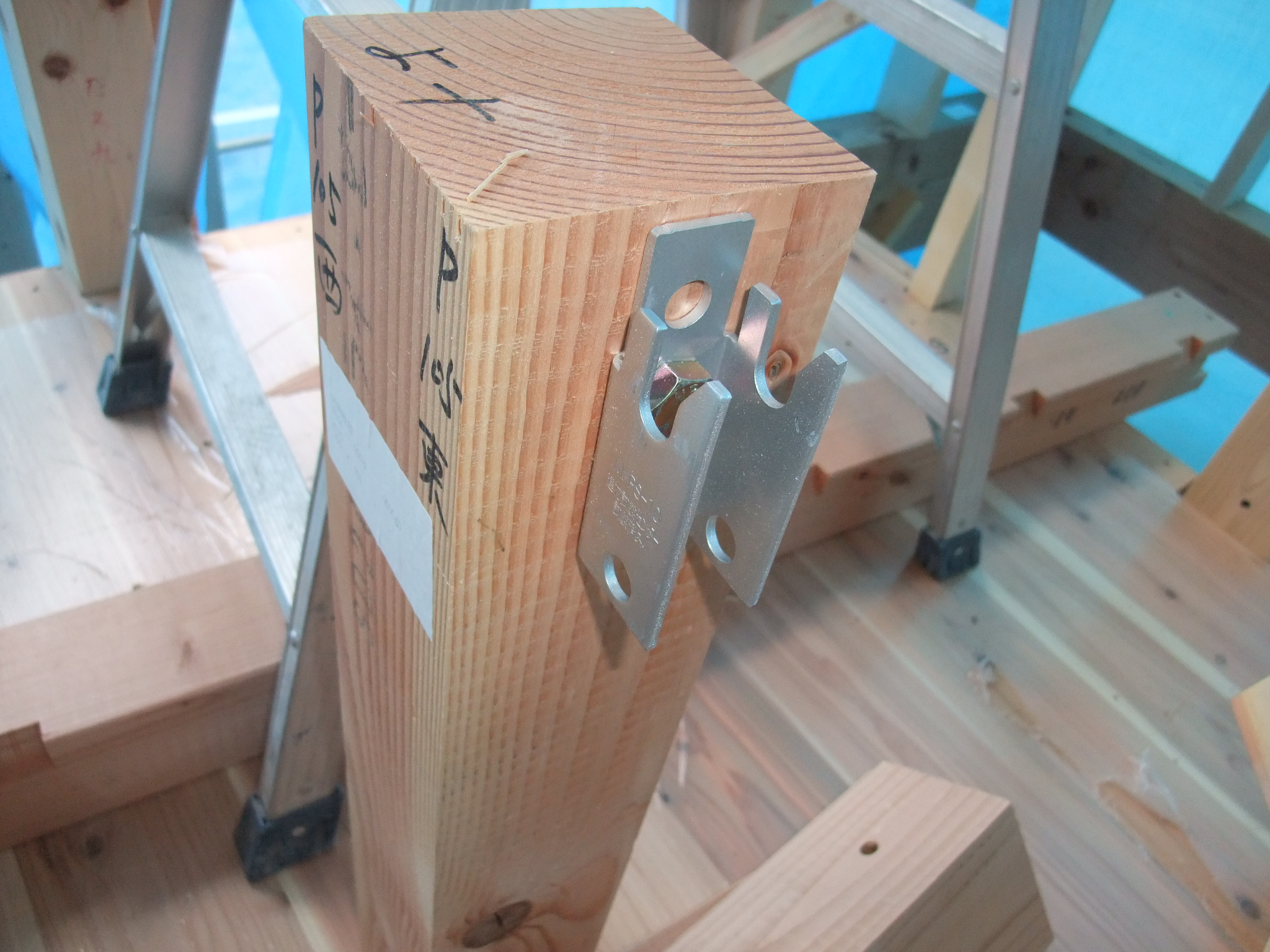
接合部の凸側

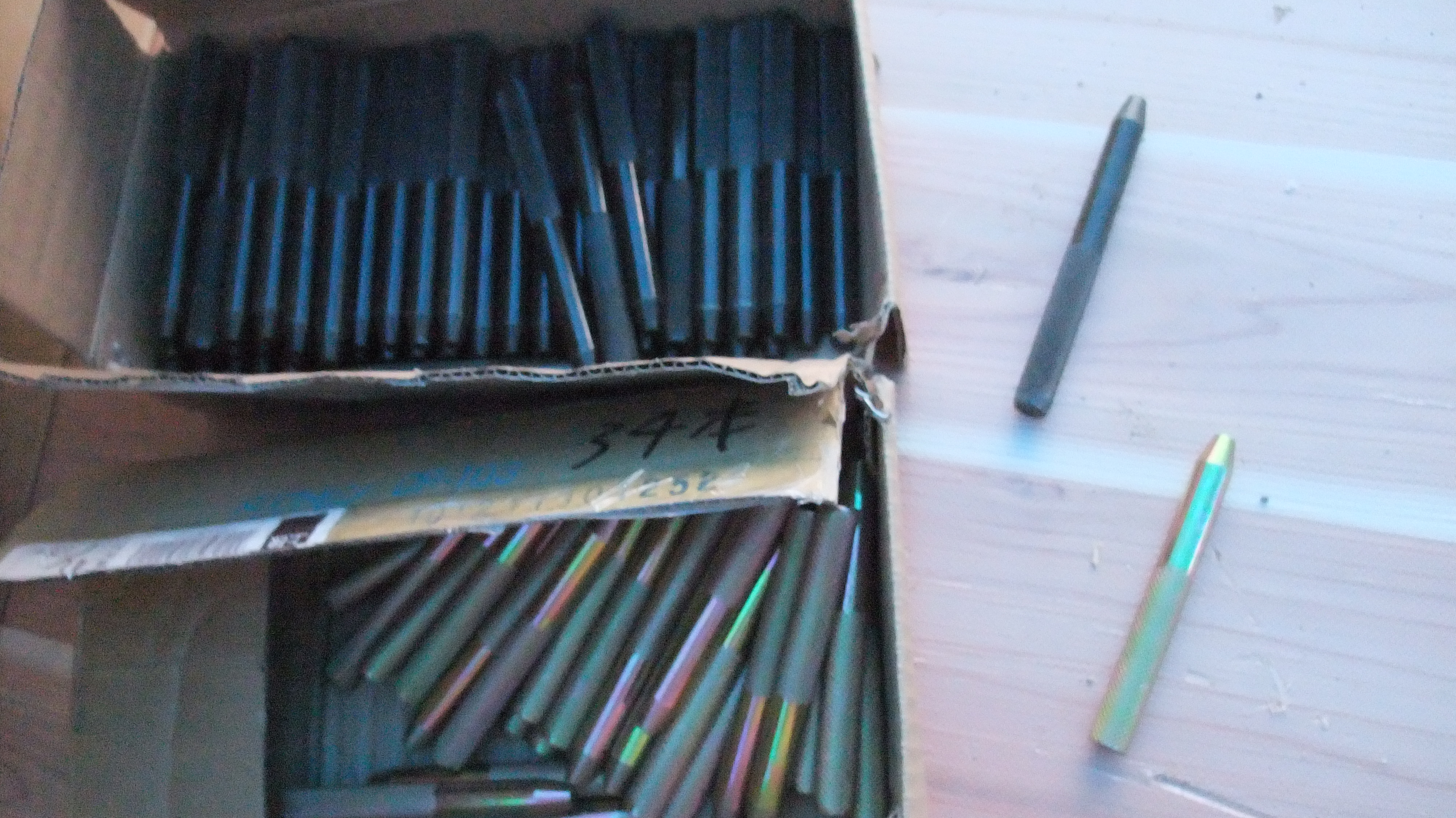
接合に使用されるピン；亜鉛めっき鋼が使用される事が多い

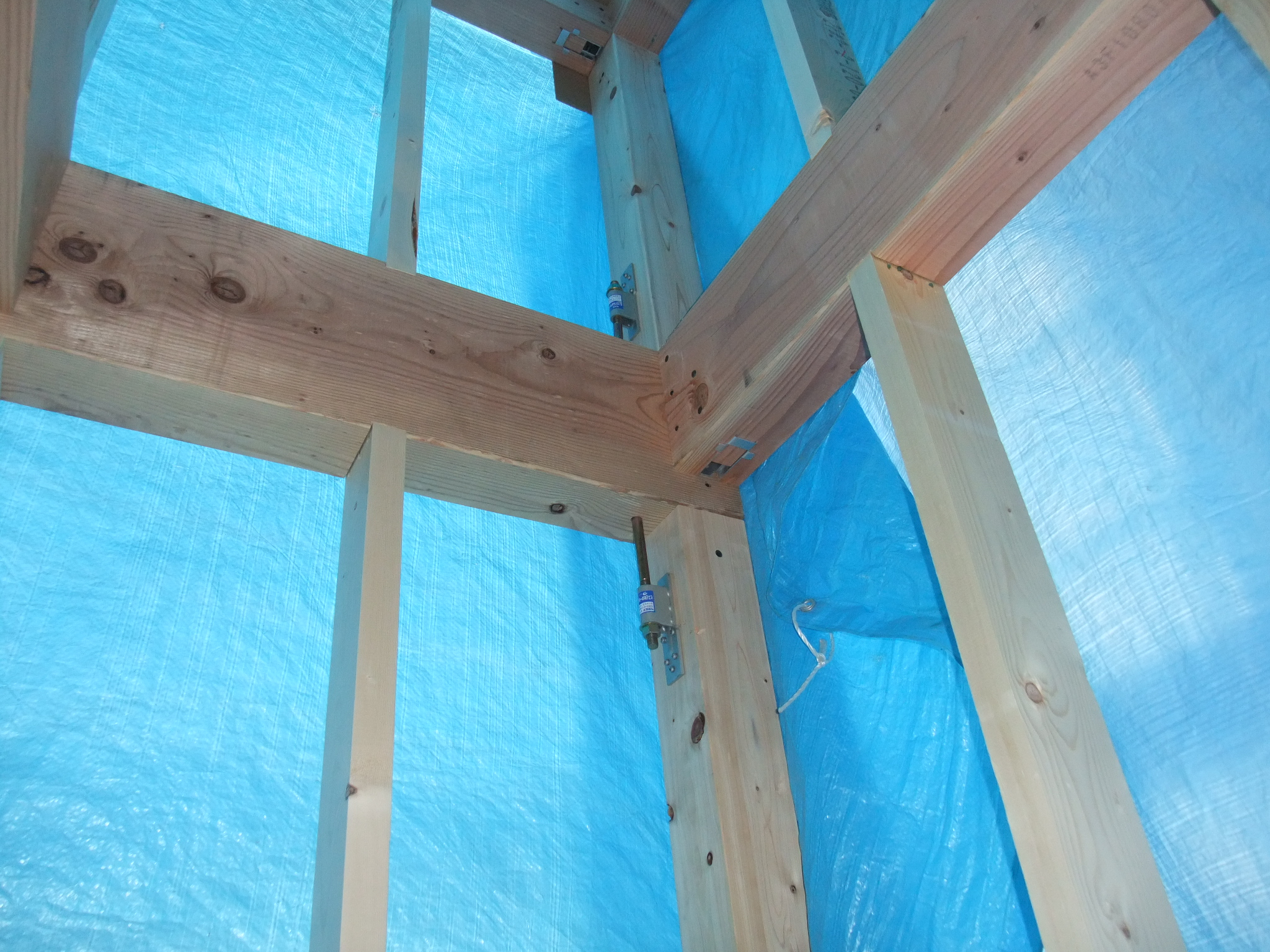
フロアを介した接合：ホールダウン金物

## 概要
柱に凸型の金具を装着し、梁の接合部はプレカット掘り込まれた窪みに凹型の受けの金具が埋め込まれ、両者がドリフトピンで結合される。柱と梁の結合には釘は不要で、羽子板ボルトなどの従来金物も使用しない。柱にほぞ穴を掘らないので全面積が荷重面積となる。建築現場には、プレカット済みで金具を装着した状態で搬入され、現場では組み立ててピンを刺し込む作業のみとなる。筋交いの固定には、従来金物が使用される。基礎との結合や梁の上下の柱の結合には、ホールダウン金物が使用される。

## 従来金物工法との比較

### 長所
- 柱の断面欠損が少なく、結合が強固であり、耐震性に勝る[1]。
- 現場での金物取り付けや、ボルト締めといった作業が無く、ピンの叩き込みのみで構造体が組みあがる。
- 建物の歪みを調節する「屋直し」といった作業が不要。
- 大規模木構造に要求される接合部の強度や耐火被覆の確保も容易で、従来金物では建築不能な設計にも対応できる[2]。
- 金物が外部に露出せず、全てを木材内部で処理することができるため、意匠上のみならず耐火性能，耐結露性能の向上に有効[2]。
- 十分な強度の梁を使用することで、筋交いや面構造材を省略し、ラーメン (骨組)構造にすることが出来る。

### 短所
- 使用される金物が高額であり、必要な木材の量も増える傾向がある。そのために総じて施工総額が高くなる。
- 金具の取り付け部位には、高い木材加工精度が要求されプレカット形状も特殊になるので、対応できるプレカット工場が限定される。
- 筋交いを使用せず建築する場合は、固定モーメント法やD値法、マトリックス変位法など特殊な構造計算が必要となり、熟知する設計士が多くない。

## 特記事項
- ドリフトピン工法は、各社によってアレンジされて様々な工法の基礎になっている。KES構法、ビックフレーム工法、シャーウッド工法、テクノストラクチャー工法、ウインウッド工法、HSS金物構法などがそうである。
- 木材としては集成材が使用される事が多いが、無垢材でも施行可能である。
- 金具の形状は各社まちまちで、規格は統一されていない。